# Leonel Gonzaga Pereira da Fonseca
Leonel Gonzaga Pereira da Fonseca (Pitangui, 21 de julho de 1885 – 24 de janeiro de 1980) foi um médico brasileiro.
Doutorado em medicina pela Faculdade de Medicina do Rio de Janeiro em 1908, com a tese “Das ictericias hemolyticas”. Foi eleito membro da Academia Nacional de Medicina em 1928, sucedendo Luiz do Nascimento Gurgel na Cadeira 47, que tem Luís Pedro Barbosa como patrono.
Um dos pioneiros do Esperanto no Brasil foi coautor de uma das primeiras gramáticas desta língua no país com A.A. Fernandes Vieira:
- Grammatica da Lingua Esperanto. 2a ed. Rio de Janeiro, M. Piedade & Cia 1907[2].